# Wikipedia în azeră
Wikipedia în azeră (în azeră Azərbaycanca Vikipediya) este versiunea în limba azeră a Wikipediei, și se află în prezent pe locul 52 în topul Wikipediilor, după numărul de articole. În prezent are aproximativ 186.911 de articole.